# Esha'ktlabsh
Esha'ktlabsh, jedna od bivših dvanaest skupina Puyallup Indijanaca, porodica salishan, koji su u ranom 19. stoljeću živjeli na području kanala Hylebos (Hylebos Waterway), blizu Tacome u američkoj državi Washington.